# Opatówek (Poméranie-Occidentale)
Pour les articles homonymes, voir Opatówek (homonymie).
Opatówek est une localité polonaise de la gmina mixte de Bobolice, située dans le powiat de Koszalin en voïvodie de Poméranie-Occidentale. Elle se situe à environ 37 km au sud-est de la ville de Koszalin et 145 km à l'est de la capitale régionale Szczecin.

## Géographie

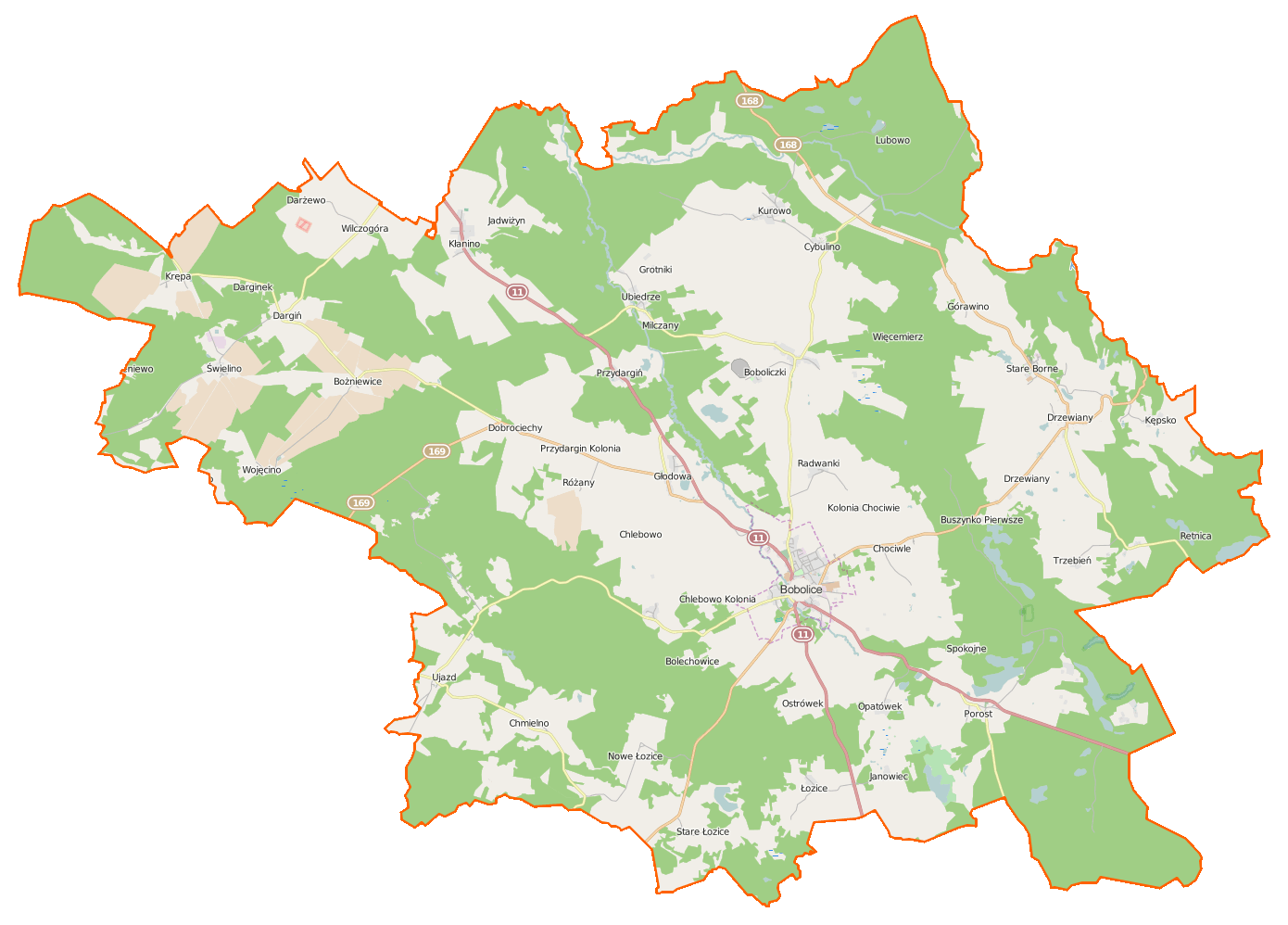
Carte de la gmina de Bobolice.